# Villarreal
Villarreal (valenciansk: Vila-real) er en by i den spanske provins Castellón i regionen Valencia. Byen har ca. 50.000 indbyggere og ligger på Spaniens østkyst. I byen produceres der keramiske fliser, som er den vigtigste industri for Villarreal. Fodboldholdet Villarreal C.F. kommer fra byen.

## Eksterne hnevisninger
- Officiel hjemmeside

39°56′16″N 0°06′05″V / 39.937777777778°N 0.10138888888889°V